# Challand-Saint-Anselme
Challand-Saint-Anselme (arpità Tchallàn) és un municipi italià, situat a la regió de Vall d'Aosta. L'any 2007 tenia 710 habitants. Limita amb els municipis de Brusson, Challand-Saint-Victor, Emarèse i Issime.

## Administració

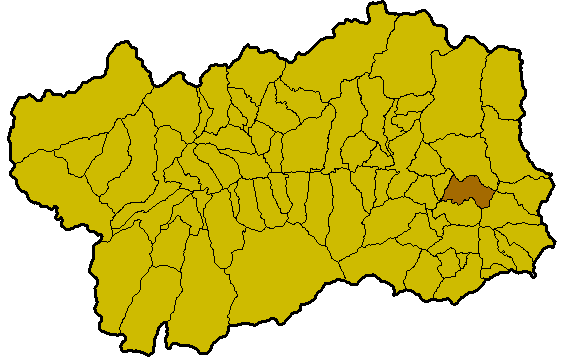
Situació de Challand-Saint-Anselme a la Vall

| Període | Identitat                  | Partit        |
| ------- | -------------------------- | ------------- |
| 2005-   | Graziano Dario Grosjacques | Llista cívica |